# Dinoderus favosus
Dinoderus favosus är en skalbaggsart som beskrevs av Pierre Lesne 1911. Dinoderus favosus ingår i släktet Dinoderus och familjen kapuschongbaggar. Inga underarter finns listade i Catalogue of Life.